# Benoît d’Alignan
Benoît d’Alignan OSB (französischer Name; okzitanisch Beneset d'Alinhan, lateinisch Benedictus de Alignano, deutsch Benedikt von Alignan; † 11. Januar 1268) war im 13. Jahrhundert Bischof von Marseille.

## Leben
Benoît war ein Benediktinermönch und amtierte seit 1224 als Abt von Lagrasse. Aufgrund seiner Vermittlung ergaben sich während des Albigenserkreuzzuges im Jahr 1226 die Städte Béziers und Carcassonne kampflos dem König Ludwig VIII. von Frankreich. 1228 reiste er nach Rom und wurde 1229 zum Bischof von Marseille gewählt. Während seiner Amtszeit unterstützte er die Ansiedlung von Zisterziensern, Augustinern, Karmelitern, Klarissen und der Beginen der Douceline von Digne in und um Marseille.
1239 schloss er sich dem Kreuzzug der Barone unter der Führung von Theobald von Champagne an. Mit seinen mitgebrachten Spendengeldern ermöglichte er die Finanzierung des Wiederaufbaus der Burg Safed, die 1240 in zerfallenem Zustand nach einem Bündnispakt der Christen mit dem muslimischen Herrscher von Damaskus, as-Salih Ismail, in den Besitz des Templerordens übergegangen war. Das Bündnis erlaubte ihm ebenfalls die Durchführung einer Wallfahrt zu der unmittelbar bei Damaskus gelegene Kirche St. Maria von Saidnaya. Im Frühjahr 1241 reiste er in seine Heimat zurück.
Am 24. Juni 1260 richtete Papst Alexander IV. an Benoît die Bulle Audiat orbis, in der er zu einer erneuten Reise in das heilige Land aufgefordert wurde, wo er im Rahmen des vom Papst ausgerufenen „Kreuzzugs gegen die Tataren“ bei den christlichen Baronen Maßnahmen zur Vorbereitung eines Verteidigungskampfes gegen die Mongolen treffen sollte. Die Mongolen waren 1258 in Mesopotamien eingefallen und 1260 nach Syrien vorgedrungen. Allerdings wurden sie von den ägyptischen Mameluken nach der Schlacht bei ʿAin Dschālūt im September 1260 hinter den Euphrat zurückgeschlagen. Während seines zweiten Aufenthalts in Outremer hatte er erneut die Templer zu Safed besucht. Zu diesem Anlass wurde für ihn die Schrift De constructione castri Saphet gewidmet, eine Dokumentation der Wiederaufbauarbeiten an der Burg, welche einen aufschlussreichen Einblick in den Burgenbau der Kreuzfahrerzeit vermittelt. Safed wurde 1266 von den Mameluken erobert.
Benoît kehrte 1262 nach Marseille zurück. 1267 gab er sein Kirchenamt auf um sich in ein Kloster zurückzuziehen. Im Jahr darauf starb er und wurde in der Kirche der Franziskaner bestattet, wo später unter anderem auch Douceline von Digne, deren Bruder Hugo von Digne und der heilige Ludwig von Toulouse ihre Gräber erhielten.
Von ihm ist bei Matthäus Paris die Abschrift eines Briefs aus dem Juni 1250, gerichtet an Papst Innozenz IV., überliefert. Darin beschrieb er die Niederlage der Kreuzfahrer des sechsten Kreuzzugs unter König Ludwig IX. von Frankreich in der Schlacht von al-Mansura (Februar 1250). Benoît hatte nicht persönlich an diesem Kreuzzug teilgenommen; seine Informationen bezog er aus einem an ihn gerichteten Brief des Ordensmeisters der Hospitaliter von Marseille.